# Chrysoperla congrua
Chrysoperla congrua är en insektsart som först beskrevs av Walker 1853.  Chrysoperla congrua ingår i släktet Chrysoperla och familjen guldögonsländor. Inga underarter finns listade i Catalogue of Life.